# Leclercera spinata
Espèce
Synonymes
- Priscaleclercera spinata (Deeleman-Reinhold, 1995)

Leclercera spinata est une espèce d'araignées aranéomorphes de la famille des Psilodercidae.

## Distribution
Cette espèce est endémique de Sulawesi en Indonésie. Elle se rencontre dans des grottes à Maros.

## Description
La carapace du mâle holotype mesure 1,1 mm de long sur 1,2 mm et l'abdomen 1,5 mm de long et la carapace de la femelle paratype mesure 1,3 mm de long sur 1,1 mm et l'abdomen 2,8 mm de long.

## Systématique et taxinomie
Cette espèce a été décrite par Deeleman-Reinhold en 1995. Elle est placée dans le genre Priscaleclercera par Wunderlich en 2017, elle est replacée dans le genre Leclercera par Magalhaes, Porta, Wunderlich, Proud, Ramírez en Pérez-González en 2021.

## Publication originale
- Deeleman-Reinhold, 1995 : « The Ochyroceratidae of the Indo-Pacific region (Araneae). » The Raffles Bulletin of Zoology Supplement, no 2, p. 1-103 (texte intégral).